# Salon vert

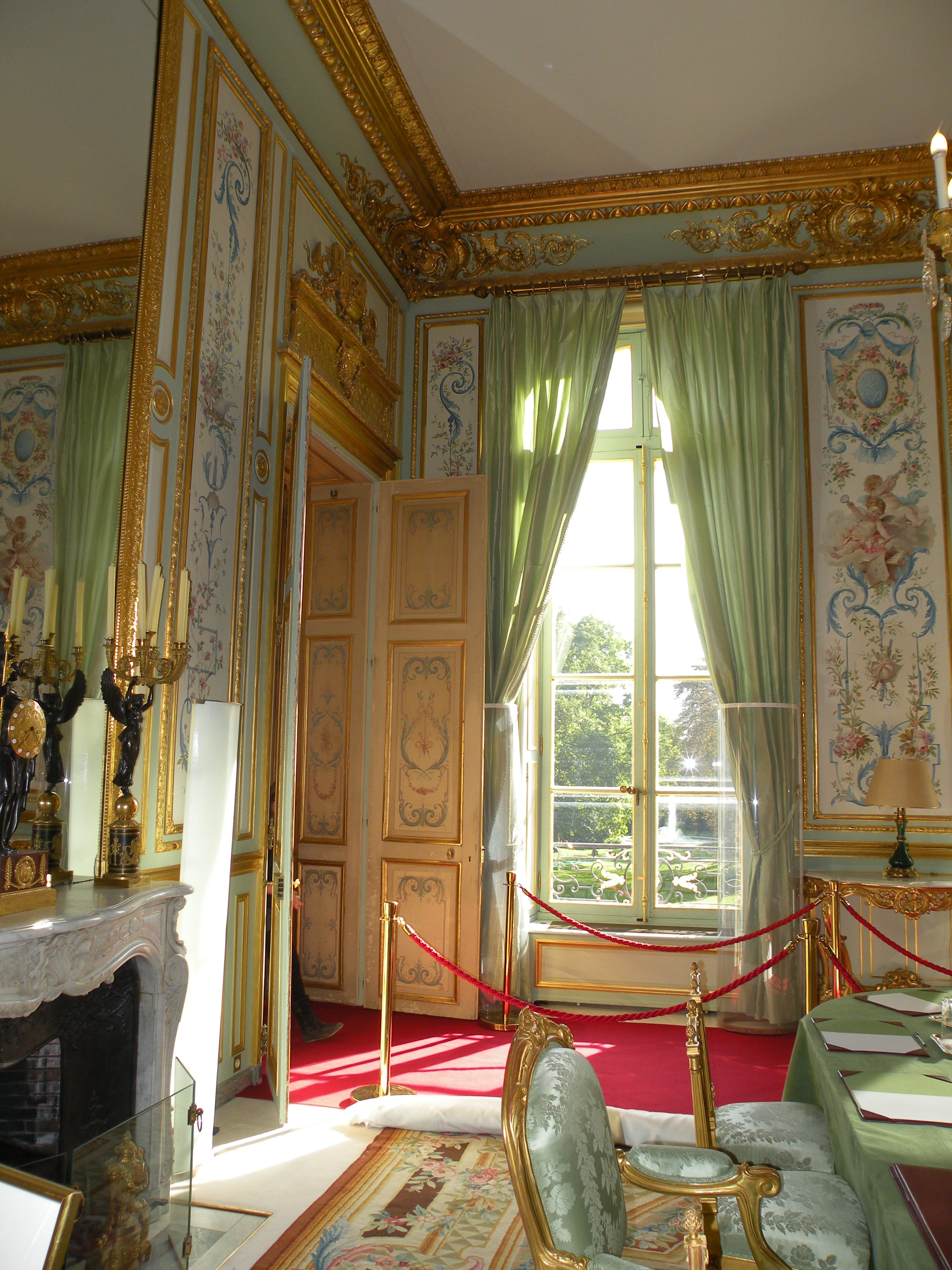
Le Salon vert.

Le Salon vert est une pièce du palais de l'Élysée. S'il s'agit traditionnellement d'une salle de réunion pour le cabinet du président de la République, le Salon vert a également accueilli deux mariages présidentiels.

## Description
Conçu comme la salle à manger de l'impératrice Eugénie, le décor de la pièce est dû à la collaboration du peintre Jean-Louis Godon et du sculpteur Ovide Savreux, engagé par Napoléon III pour décorer le premier étage du palais. La pièce tire son nom de la couleur verte des boiseries. Elle est, à l'exception d'un couloir caché, le seul moyen d'entrer dans le bureau du président, le Salon doré.

## Histoire

### Sous la Troisième République
C'est dans le Salon vert que le président de la République française Gaston Doumergue épouse civilement Jeanne Graves le 1er juin 1931, douze jours avant la fin de son septennat, lors d'une cérémonie présidée par le maire du 8e arrondissement de Paris, Gaston Drucker.

### Sous la Cinquième République
Le Salon vert sert de bureau des aides de camp sous Charles de Gaulle, contigu au sien, et passage obligé pour accéder au salon Doré depuis la seconde antichambre. Le Salon vert dispose alors d'un appareil qui permettait éventuellement d'enregistrer les conversations téléphoniques du président avec des chefs d'État étrangers. Le Salon vert devient une salle de réunion par la suite.
Le président François Mitterrand affecte le Salon vert à son conseiller spécial, Jacques Attali.
Le président Jacques Chirac en refait un lieu de réunion où il prépare notamment ses déplacements à l'étranger et ses allocutions.
Sous la présidence de Nicolas Sarkozy, le Salon vert est affecté aux réunions de travail quotidiennes des principaux collaborateurs du chef de l'État, et plus généralement, à toute réunion en présence de ce dernier. De même s'y tiennent le Conseil de Défense et les Conseils restreints des ministres. Une table ovale, couverte d'un tapis vert et de sous-mains fauves, y est dressée de manière permanente. Une table aux griffons est également présente ; il s'agit du bureau de René Coty. La pendule posée sur la cheminée de ce salon représente la déesse romaine Minerve, déesse de la guerre et de la sagesse.
Le 2 février 2008, pour la seconde fois, le Salon vert accueille en ses murs le mariage d'un président de la République en exercice : Nicolas Sarkozy y épouse la chanteuse Carla Bruni lors d'une cérémonie civile présidée par le maire du 8e arrondissement de Paris, François Lebel. Seuls quelques invités furent conviés à la noce présidentielle.
Sous François Hollande, le Salon vert est parfois utilisé comme cellule de crise.